# سرود ملی آلبانی
برای پرچم (آلبانیایی: Himni i Flamurit) سرود ملی کشور آلبانی است: